# Buprestis gibbsii
Buprestis gibbsii är en skalbaggsart som först beskrevs av Leconte 1857.  Buprestis gibbsii ingår i släktet Buprestis och familjen praktbaggar. Inga underarter finns listade i Catalogue of Life.